# Augustus Bertelli

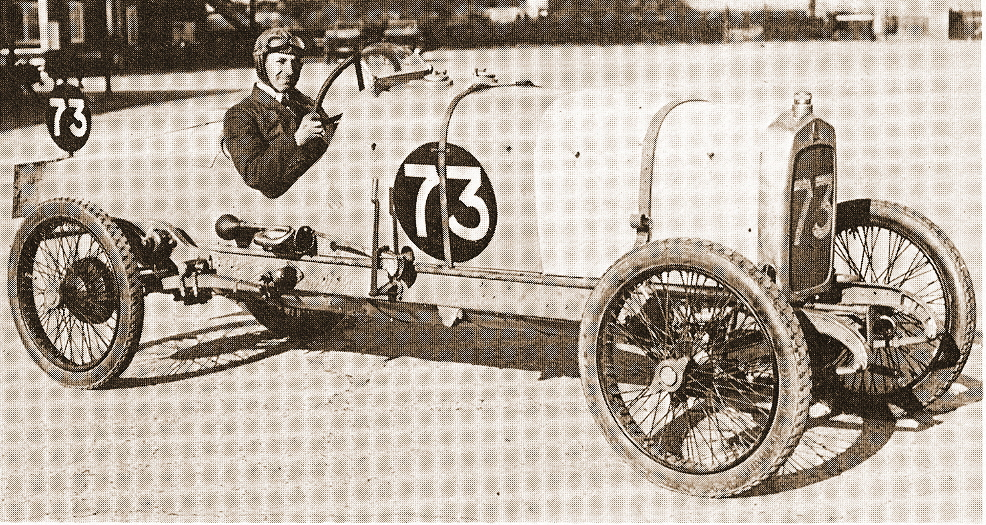
Enfield-Allday-10/20-Monoposto-Rennwagen von Augustus Bertelli

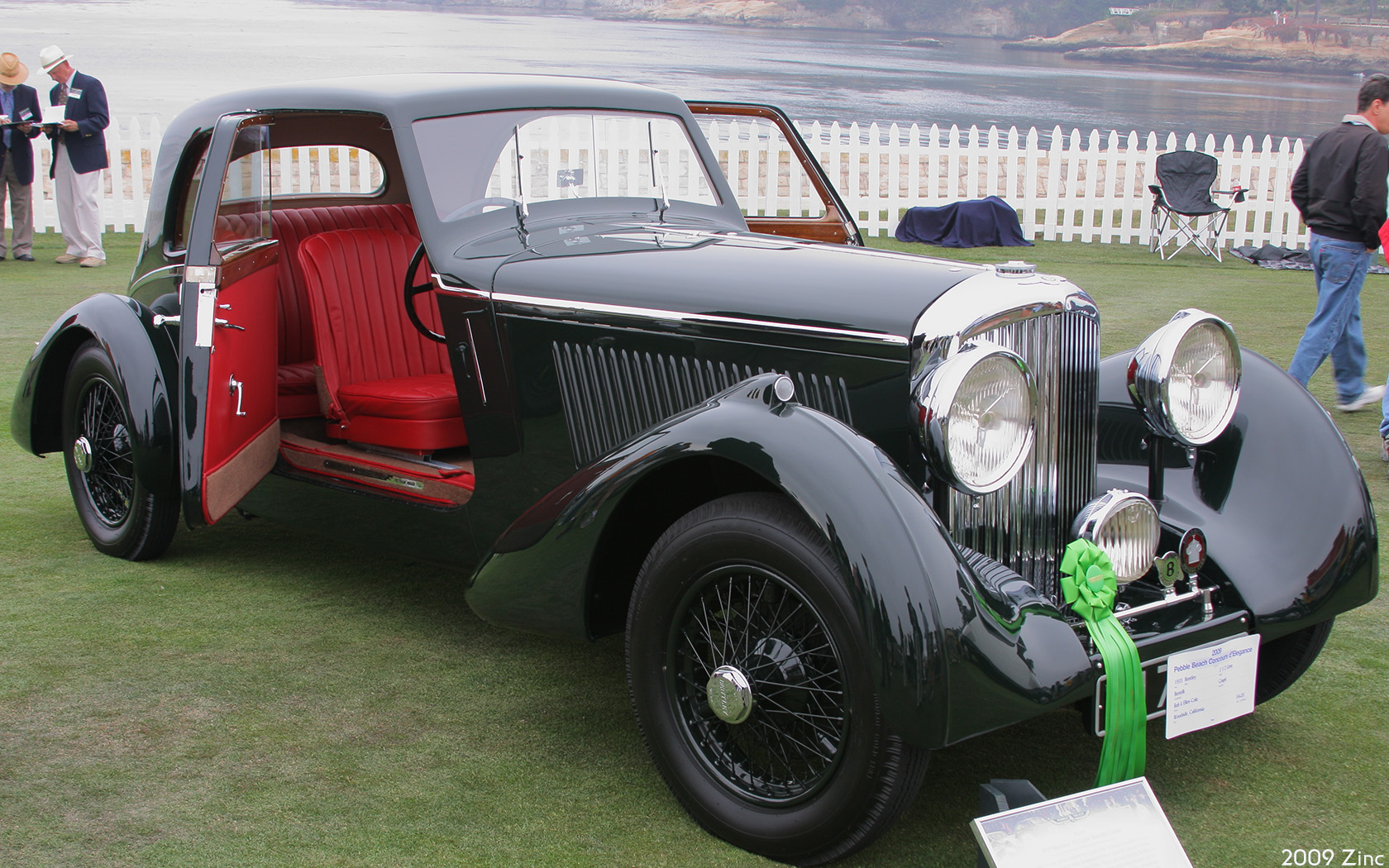
Bentley 3 ½ Litre, Karosserie von Bertelli, Baujahr 1935

Domenico Augustus Cesare „Bert“ oder „Gus“ Bertelli, auch A. C. Bertelli (* 23. März 1890 in Genua; † 3. Mai 1979), war ein britischer Unternehmer, Fahrzeugdesigner, Rennmechaniker und Autorennfahrer italienischer Herkunft.

## Familie und Ausbildung
Augustus Bertelli kam im März 1890 in der ligurischen Küstenstadt Genua zur Welt. 1894 wanderten seine Eltern mit ihren Kindern in das Vereinigte Königreich aus und ließen sich in der walisischen Hauptstadt Cardiff nieder. Sein Vater war mit der politischen und wirtschaftlichen Situation in Italien unzufrieden und wollte seiner Familie in Großbritannien ein besseres Auskommen verschaffen. Nach der Pflichtschulzeit begann Augustus Bertelli eine Lehre bei einem lokalen Stahlbau-Unternehmen und machte eine Ingenieurausbildung an einer Abendschule. Bertelli war in seiner Jugend ein guter Fußballspieler. Sein Talent brachte ihn bis in die walisische Jugend-Fußballnationalmannschaft. Er heiratete 1920 und war der Vater von drei Kindern, zwei Mädchen und einem Sohn. Der Sohn Bill Bertelli (1925–2012) war im Zweiten Weltkrieg Major bei den Royal Corps of Signals und arbeitete nach dem Krieg als Ingenieur bei Aston Martin.
Augustus Bertelli hatte zwei Spitznamen. Seine Kollegen und Mitarbeiter nannten ihn „Bert“, Familie und Freunde „Gus“.

## Rennmechaniker bei Fiat
1907 kehrte Bertelli nach Italien zurück, um bei Fiat in Turin zu arbeiten. Neben seiner Tätigkeit in der Entwicklungsabteilung wurde er Rennmechaniker von Felice Nazzaro. Der größte Erfolg des Duos war der Gesamtsieg bei der Coppa Florio 1908, einem Straßenrennen rund um Bologna. 

## Flugzeug- und Fahrzeugdesigner
Knapp vor Ausbruch des Ersten Weltkriegs kam Bertelli wieder nach Wales und begann ein Studium der Luft- und Raumfahrttechnik – eine in den 1910er-Jahren noch junge universitäre Disziplin –, das er nicht abschloss. Ab 1916 arbeitete er zwei Jahre in der Designabteilung von Grahame-White am Bau von Flugzeugen von Morane-Saulnier, die in Lizenz hergestellt wurden. 
1918 wechselte er als Berater zu Enfield-Allday. Das Unternehmen hatte Probleme mit seinem ersten Fahrzeug, dem Enfield-Allday Bullet. Der Wagen hatte einen 5-Zylinder-Sternmotor und ließ sich nur schwer verkaufen. Bertelli übernahm die Geschäftsleitung, brachte zwei neue Modelle auf den Markt und entwickelte Monoposto-Rennwagen. Drei dieser Wagen wurden für den britischen Rennfahrer Woolf Barnato gebaut. Die Insolvenz des Unternehmens konnte Bertelli nicht verhindern. Nach dem Ende von Enfield-Allday arbeitete er als Berater bei Armstrong Siddeley und Coventry Simplex.

## Renwick & Bertelli
Gemeinsam mit William Somerville Renwick (1889–1962), den er während seiner Zeit bei Armstrong Siddeley kennengelernt hatte, gründete er 1924 Renwick & Bertelli. Einziges Produkt der Zusammenarbeit war der Renwick & Bertelli 1½-Litre Sports Buzzbox, ein Rennwagen basierend auf einem Enfield-Allday-Fahrgestell. Der Wagen ist erhalten und hat heute einen Marktwert von knapp 300.000 Euro.

## Aston Martin
1925 übernahm er gemeinsam mit Renwick und dem vermögenden John Benson (dem späteren Lord Charnwood) den finanziell in Schwierigkeiten geratenen Autobauer Bamford & Martin's, dessen Fahrzeuge unter dem Namen Aston-Martin verkauft wurden. Das neue Unternehmen firmierte als Aston Martin Motors Ltd. Unter der Führung von Bertelli wurde Aston Martin zum erfolgreichen Automobilhersteller. Die meisten Karosserien wurden bei E. Bertelli Ltd. hergestellt, einem Karosseriebauunternehmen, das seinem Bruder Enrico Bertelli gehörte. Nach einem Zerwürfnis mit Gordon Sutherland (Sohn des seit 1932 Mehrheitseigentümers Sir Arthur Sutherland) verließ Bertelli 1936 Aston Martin und wurde wieder Berater verschiedener Automobilunternehmen.

## Karriere als Rennfahrer
In den 1920er- und 1930er-Jahren war Bertelli als Herrenfahrer aktiv. 1930 wurde er Gesamtvierter beim 2-mal-12-Stunden-Rennen von Brooklands und 1931 Gesamtfünfter beim 24-Stunden-Rennen von Le Mans. Fünfmal war er beim 24-Stunden-Rennen in Le Mans am Start. Zum fünften Rang 1931 kamen noch die siebten Ränge 1932 und 1933.

## Statistik

### Le-Mans-Ergebnisse
| Jahr | Team                  | Fahrzeug                      | Teamkollege              | Platzierung            | Ausfallgrund |
| ---- | --------------------- | ----------------------------- | ------------------------ | ---------------------- | ------------ |
| 1928 | Aston Martin Ltd.     | Aston Martin International    | Capt. George E.T. Eyston | Ausfall                | Hinterachse  |
| 1931 | Aston Martin Car Ltd. | Aston Martin 1½ International | Maurice Harvey           | Rang 5 und Klassensieg |              |
| 1932 | Aston Martin Ltd.     | Aston Martin 1½ Le Mans       | Pat Driscoll             | Rang 7                 |              |
| 1933 | Aston Martin Ltd.     | Aston Martin 1½ Le Mans       | Sammy Davis              | Rang 7                 |              |
| 1934 | Aston Martin Ltd.     | Aston Martin ½ Le Mans        | Clifton Penn-Hughes      | Disqualifiziert        |              |